# الهيئة البريطانية للخدمات المالية في جزر العذراء البريطانية
هيئة الخدمات المالية لجزر العذراء البريطانية (بالإنجليزية: British Virgin Islands Financial Services Commission)‏هي سلطة تنظيمية مستقلة تقع على عاتقها المسؤولية النهائية عن التنظيم، والإشراف، والتفتيش على جميع الخدمات المالية في جزر العذراء البريطانية، بما في ذلك التأمين، والأعمال المصرفية، وأعمال الوكالة، وإدارة الشركات، وأعمال صناديق الاستثمار المشترك، وتسجيل الشركات، والشراكات المحدودة، والملكية الفكرية. تأسست في عام 2001 وفقًا لقانون هيئة الخدمات المالية لعام 2001.
تشرف الهيئة الآن على جميع المسؤوليات التنظيمية التي كانت تُدار سابقًا من قِبَل الحكومة من خلال إدارتها للخدمات المالية؛ مع حماية استقلالية تنظيم الخدمات المالية، والوفاء بالتزامات دولية في منع جرائم ذوي الياقات البيضاء، أيضًا مع الحفاظ على خصوصية، وسرية المعاملات التجارية الشرعية. كما أنها افتتحت مكتب ممثل لها في قارة آسيا في هونغ كونغ في أبريل 2014 كجزء من جهود أوسع نطاقًا لدعم تطوير الأعمال في منطقة آسيا والمحيط الهادئ.

## الإدارة
رئيس مجلس الهيئة هو السيد روبن غول، الذي تخرج كمحاسب في المملكة المتحدة في عام 1967، وكان شريكًا في شركة كيه بي إم جي، وشغل منصبًا في مجالس الإدارة، واللجان المختلفة في القطاع العام في جزر العذراء البريطانية بما في ذلك بنك التنمية في جزر العذراء البريطانية، وشركة الكهرباء في جزر العذراء البريطانية. تم تعيين السيد غول نائب رئيس المجلس الأولي لهيئة الخدمات المالية في عام 2002، ورئيسًا للمجلس في مايو 2006.
المدير العام / الرئيس التنفيذي لمفوضية الخدمات المالية هو روبرت ماثافيوس، الذي يتولى هذا المنصب منذ تأسيس الهيئة. قبل ذلك، عمل السيد ماثافيوس لمدة 25 عامًا كموظف حكومي. في عام 2013، حصل على شهادة دكتوراه فخرية من جامعة الهند الغربية.

## روابط خارجية
- The BVI Financial Services Commission